# Czesław Hoc
Czesław Hoc (ur. 22 lutego 1954 w Jeleninie) – polski polityk i lekarz endokrynolog, poseł na Sejm V, VI, VII, VIII, IX i X kadencji, deputowany do Parlamentu Europejskiego VIII kadencji.

## Życiorys
W 1979 ukończył studia na Pomorskiej Akademii Medycznej w Szczecinie. Posiada specjalizację drugiego stopnia z zakresu chorób wewnętrznych, medycyny rodzinnej i endokrynologii. Od ukończenia studiów do 2005 pracował w ZOZ w Kołobrzegu. Publikował w lokalnej prasie cykl artykułów na temat różnych zagadnień związanych ze zdrowiem.
W latach 1998–2002 był radnym powiatu kołobrzeskiego, następnie do 2005 zasiadał w sejmiku zachodniopomorskim. W 2004 bezskutecznie kandydował z listy Prawa i Sprawiedliwości do Parlamentu Europejskiego.
W 2005 z ramienia PiS został wybrany na posła V kadencji w okręgu koszalińskim. W wyborach parlamentarnych w 2007 po raz drugi uzyskał mandat poselski, otrzymując 18 309 głosów. W 2009 po raz drugi bez powodzenia kandydował do PE. W wyborach do Sejmu w 2011 z powodzeniem ubiegał się o reelekcję, dostał 19 942 głosy. Bezskutecznie z ramienia PiS kandydował natomiast w wyborach do Parlamentu Europejskiego w 2014.
W 2015 ponownie wybrany do Sejmu, otrzymując 25 072 głosy. W tym samym roku, po powołaniu Marka Gróbarczyka w skład rządu, został w jego miejsce eurodeputowanym VIII kadencji. W wyborach do Parlamentu Europejskiego w 2019 bezskutecznie ubiegał się o reelekcję.
Przez dziesięć lat do 2016 był przewodniczącym zarządu okręgowego PiS w Koszalinie. W wyborach parlamentarnych w 2019 ponownie uzyskał mandat posła na Sejm, otrzymując 33 083 głosy. W IX kadencji został zastępcą przewodniczącego Komisji Zdrowia, zasiadł również w Komisji Odpowiedzialności Konstytucyjnej oraz Komisji Gospodarki Morskiej i Żeglugi Śródlądowej. W 2023 z powodzeniem ubiegał się o poselską reelekcję (z wynikiem 31 360 głosów). W 2024 bezskutecznie kandydował na prezydenta Kołobrzegu.